# Megaloptilla byronella
Megaloptilla byronella là một loài Hymenoptera trong họ Halictidae. Loài này được Engel & Brooks mô tả khoa học năm 1999.